# Santuario dell'Annunziata (Ficarra)

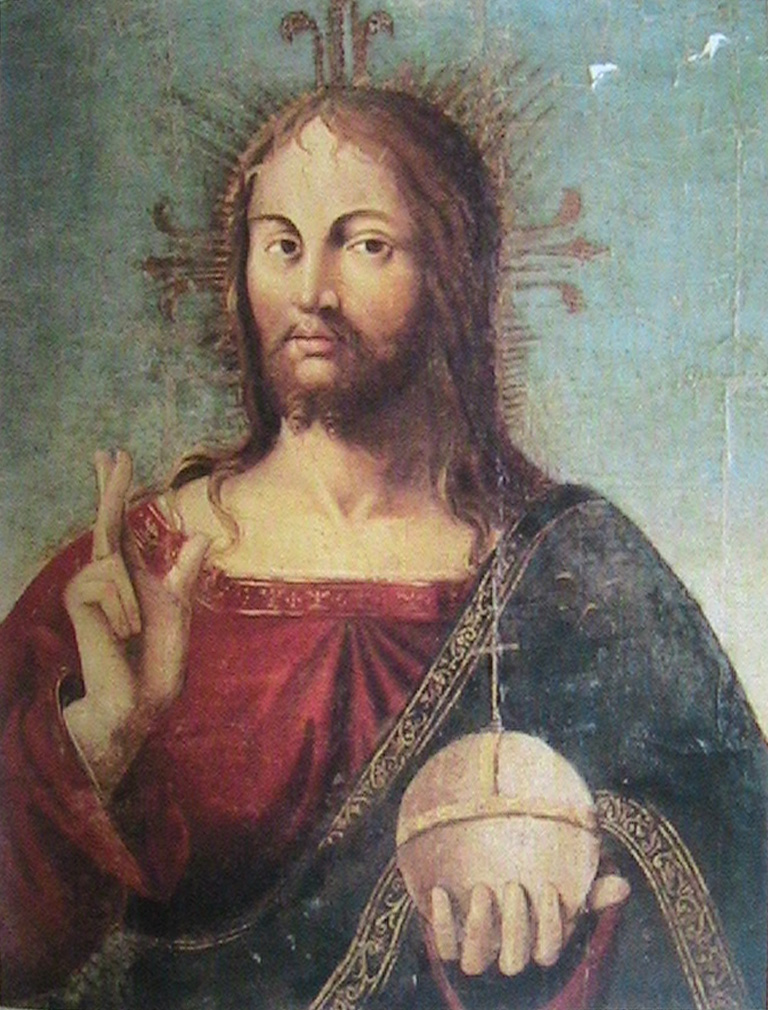
Cristo nello scomparto centrale del registro superiore del polittico custodito nel santuario dell'Annunziata.

Il santuario dell'Annunziata è la chiesa madre di Ficarra, comune italiano della città metropolitana di Messina. Fu costruita nel XV secolo su uno dei tre colli del paese.

## Descrizione
La chiesa ha una planimetria di tipo basilicale con tre navate: quella centrale è più elevata. La facciata presenta un rosone sopra il portone. All'interno vi sono varie colonne e archi e il transetto è fortemente rilevato all'esterno. In fondo alla navata centrale vi è un organo a canne con un coro decorato in oro. Il pulpito in legno ha degli ornamenti simili all'organo, come anche il paliotto dell'altare. Entrambi vennero realizzati nel Settecento. Nella navata a sud vi è la cappella dell'Annunziata, e nord la Cappella del Santissimo Sacramento. Il campanile è più recente ed è semplicemente accostato al santuario.

## Cappella dell'Annunziata
La cappella dell'Annunziata è stata realizzata in stile barocco, in un modo che ricorda i lavori dei Gagini. Vi sono varie colonne, festoni, putti e altri ornamenti floreali in stucco simil-marmo. Il tabernacolo è commissionato nel 1525, realizzato da Antonello Gagini che lo ha ultimato nel 1528.

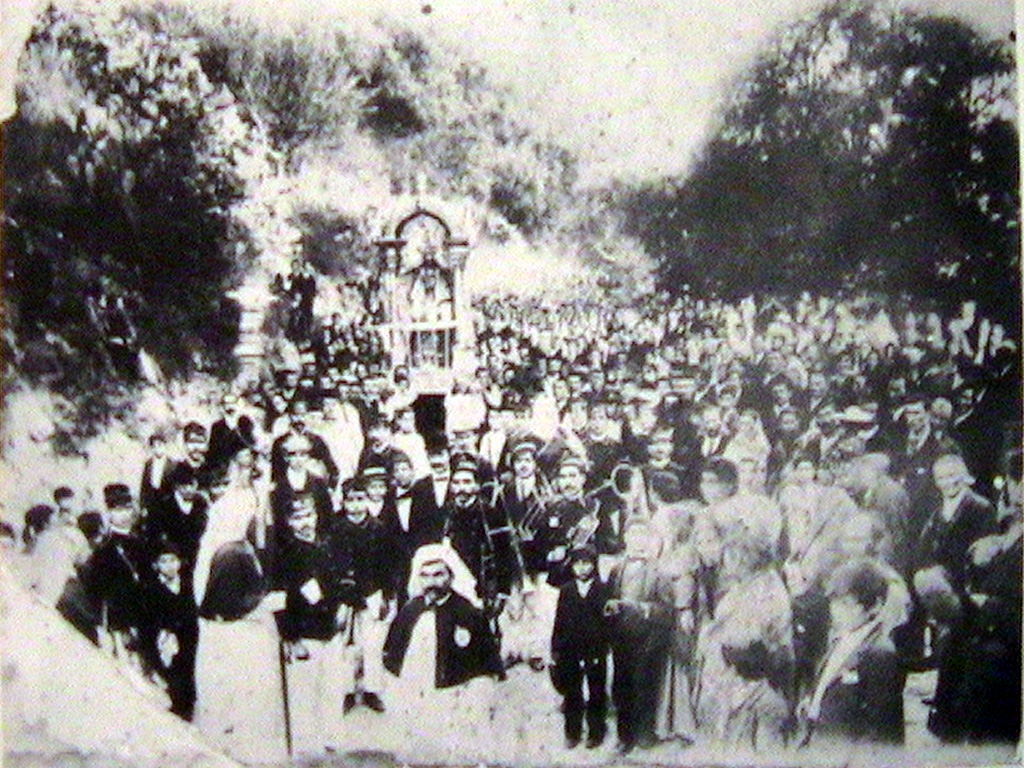
La processione della Madonna SS. Annunziata del 3 agosto 1908.

Nella cappella è custodita la statua dell'Annunziata. È come in attesa, protesa in avanti. Nella mano sinistra ha un libro e con la destra si tiene il petto. In passato, secondo le autorità religiose è stata oggetto di eventi miracolosi: ha sudato più volte sangue. Il simulacro è realizzato da Antonello Gagini nel 1506.

## Cappella del Sacramento

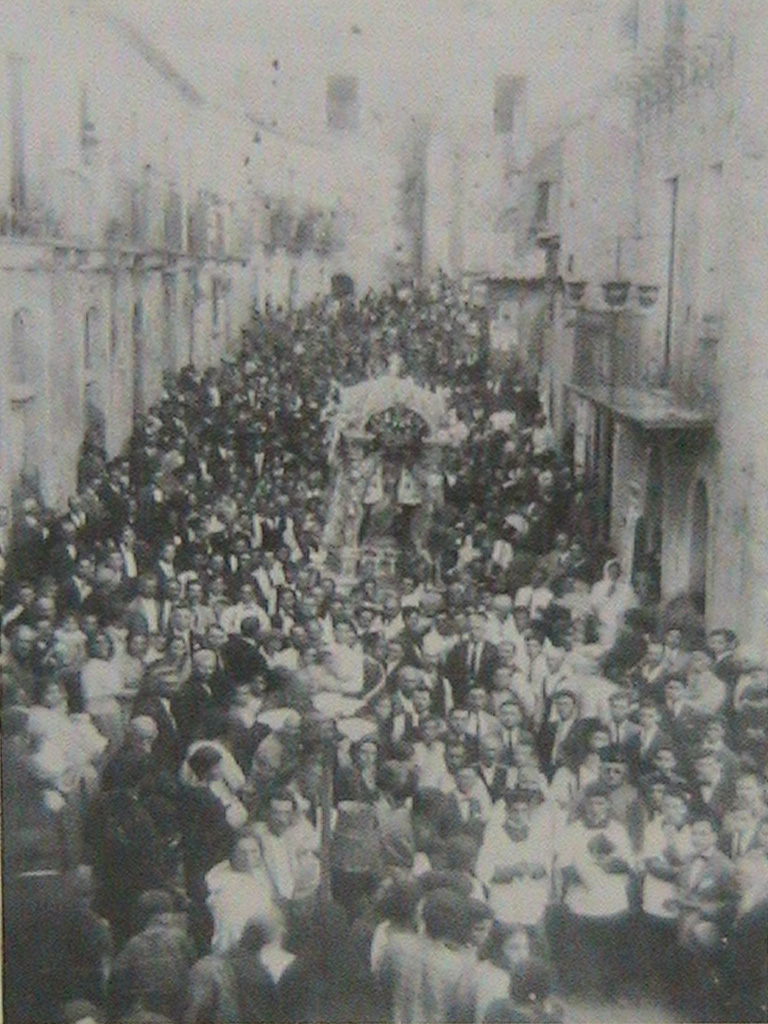
Processione della Madonna dell'Annunziata negli anni 1950

La cappella entrando a sinistra è dedicata al Santissimo Sacramento. Decorata alla greca, possiede un ciborio di marmo con bassorilievi commissionato ad Antonello Gagini nel 1534.
Nel pannello centrale, di maggior altezza e larghezza rispetto a quelli laterali, al centro è collocata la custodia delle ostie affiancata da due angeli inginocchiati e in preghiera, e in alto il calice attorniato da quattro testine alate di cherubini in adorazione. Concludono il pannello un fregio ornato con quattro testine alate e una lunetta con cornice decorata da motivi fitomorfi, elemento entro la quale è raffigurato l'Ecce Homo circondato dagli strumenti della Passione.
Nei due pannelli laterali con nicchie - separati da quello centrale da paraste ornate con motivi vegetali e grottesche, sono presenti le figure in altorilievo di San Paolo Apostolo a sinistra con spada sguainata ed elsa rivolta verso il basso, San Pietro Apostolo a destra. Sotto il pannello centrale si legge: "HOC FECIT MAG.CO GASPAR MARAFFA L. FICARRE 153VI".
Gioacchino Di Marzo nel 1880 pubblicò il documento originale in cui si evince che il 30 luglio 1534 Antonello Gagini prese l'impegno con Geronimo Lanza, barone di Ficarra, di scolpire per un magnifico Gaspare Marraffa, anch'egli del luogo, un tabernacolo in ottimo marmo e rilievo, secondo un disegno che già aveva preparato. L'opera alta sei palmi (m 1,55) e larga cinque (m 1,29) per il prezzo di venticinque once, delle quali gliene venivano anticipate dieci con la promessa che le restanti quindici gli sarebbero state versate dopo aver completato il lavoro, che lo scultore doveva consegnare a Palermo nel Natale dello stesso anno. Ma da come si evince dall'iscrizione, che reca la data del 1536, anno in cui Antonello morì, è verosimile che il tabernacolo sia stato ultimato da uno dei suoi figli.
Vi è inoltre un polittico cinquecentesco, una statua dell'Immacolata in marmo (parte del convento), un Crocifisso in legno del Quattrocento, una statua della Madonna della Neve in marmo e altre tele.

## Portale
Il portale fu realizzato dagli scalpellini guidati da Nicola e Domenico Lancia nel settecento. L'architrave, i capitelli corinzi, le colonne sono leggeri ed eleganti.